# فرهاد سوم
فرهاد سوم (همچنین با املای فراهاد سوم؛ اشکانی: Frahāt) (اشک یازدهم) یازدهمین شاهنشاه اشکانی است (۶۹ پ.م – ۵۷ پ.م). او فرزند سیناتروک بود و پس از پدرش به شاهی رسید. در زمان او پیش زمینه جنگ‌های دامنه‌دار ایران و روم آغاز شد. در دوران پادشاهی او اشکانیان سرزمین‌های زیادی را در غرب و همچنین در شرق از دست دادند.
رومیان فرهاد را تحریک به لشکرکشی به ارمنستان کردند. در آن زمان پومپه که یکی از سران حکومت سه نفره روم بود، وارد آسیای صغیر شده بود. پومپه نیرومندی ارمنستان و تیگران شاه ارمنستان را جدی تلقی کرد، سفیری به ایران فرستاد و به فرهاد سوم پیشنهاد لشکرکشی به ارمنستان را داد. او تعهد داد که در صورت انجام این کار دو شهر کردوئنه و ادیابن (این دو ولایت قسمتی از آسور قدیم بودند) از آن ایران خواهند شد.
فرهاد با سپاهی انبوه و به همراه پسر ارشد تیگران و شاهزاده‌های ارمنی که در دربار ایران بودند، به ارمنستان حمله برد، آرتاشات را محاصره نمود و تیگران به کوهستان‌های اطراف فرار کرد. شاه ایران پس از فرار تیگران و سپاه او، خود را پیروز دانست و بازگشت. تیگران پس از شنیدن خبر بازگشتن فرهاد، به کشورش ارمنستان بازگشت و سپاه ایران که محاصره ارمنستان را بر عهده داشت، پراکنده شد.
این پیشامدها و جنگ و گریزهای بین فرهاد و تیگران به پومپه فرصت داد تا ارمنستان را به تصرف درآورد، ولی او به پیمانی که با فرهاد بسته بود، عمل نکرد و افزون بر این فرهاد را شاهنشاه نیز نخواند. این کارهای او باعث تشدید خطر وقوع جنگ میان ایران و روم شد. پومپه که جنگ با ایرانیان را صلاح نمی‌دید، تا زمانی که در آسیا بود، با اشکانیان مدارا می‌کرد، ولی درخواست فرهاد از رومیان که رود فرات را مرز میان ایران و روم بدانند، برآورده نشد. از سوی دیگر پومپه با پارس، خوزستان و آذربایجان ارتباط برقرار کرد و دست به تحریکاتی علیه شاهنشاهی اشکانی زد.
در زمان سلطنت فرهاد سوم، امپراتوری او دیگر نمی‌توانست به عنوان قدرت برتر در خاور نزدیک در نظر گرفته شود، زیرا ارمنستان تحت رهبری تیگران کبیر (۹۵-۵۵ ق.) و پنتوس در کنترل مهرداد ششم اوپراتور قرار داشت. سلطنت فرهاد سوم با تلاش های او برای بازگرداندن امپراتوری اشکانی به موقعیت سابقش متمایز شده است. در غرب امپراتوری او، جنگ منطقه را فرا گرفته بود. تیگران و مهرداد ششم از او خواستند که به جنگ آنها علیه جمهوری روم بپیوندد، در حالی که رومیان به نوبه خود سعی کردند فرهاد سوم را متقاعد کنند که به آنها بپیوندد. فرهاد ظاهراً به هر دو طرف قول داد اما منفعل ماند. او منتظر نتیجه جنگ بود تا در فرصتی مناسب برای اشکانیان از آن بهره ببرد.
در سال ۶۵ قبل از میلاد، فرهاد سوم و داماد جدیدش تیگران کوچک (که پسر تیگران بزرگ بود) لشکرکشی به ارمنستان را رهبری کردند. در ابتدا موفقیت آمیز بود، تلاش های آنها با محاصره طولانی در آرتاشات متوقف شد. این امر باعث شد که فرهاد سوم، تیگران کوچک را مسئول لشکرکشی ارمنیان کند و او را با چند سرباز اشکانی تقویت کرد. با این حال، تیگران کوچک در نهایت از پدرش شکست خورد و او را به رهاکردن فرهاد سوم فراخواند، اما او در عوض به فرمانده رومی پومپیوس پیوست. تیگران بزرگ به زودی تسلیم رومیان شد که او را به عنوان پادشاه نگه داشتند. آنها تیگران کوچک را به فرمانروایی سوفن منصوب کردند. با این حال، او به سرعت با پمپی درگیر شد و به عنوان زندانی به رم فرستاده شد. این مورد توسط فرهاد مورد اعتراض قرار گرفت اما فایده ای نداشت.
تقریباً در همان زمان - در اواخر سال ۶۵ قبل از میلاد - فرهاد سوم آدیابن، گوردین و شمال بین النهرین را از تیگران بازپس گرفت. با این حال، یورش رومیان تحت فرماندهی ژنرال‌های آئولوس گابینیوس و لوسیوس آفرانیوس به دجله، منجر به از دست دادن رفتن گوردین شد که توسط رومیان به تیگران بازگردانده شد. در آغاز سال ۶۴ قبل از میلاد، در حالی که پومپه بر لشکرکشی خود علیه مهرداد ششم تمرکز داشت، فرهاد سوم به ارمنستان حمله کرد و در نهایت با پومپه و تیگران به توافق رسید. بین النهرین و آدیابنه به عنوان قلمرو اشکانی قلمداد شد، در حالی که گوردین به ارمنستان واگذار شد. علاوه بر این، پیمان صلح بین فرهاد سوم و تیگران منعقد شد.
در حدود ۵۷ قبل از میلاد، فرهاد سوم توسط دو پسرش، ارد دوم و مهرداد چهارم، مسموم شد و به قتل رسید. کمی بعد جنگ داخلی بین دو برادر درگرفت و در نهایت ارد دوم پیروز شد.

## ریشه نام
Phraátēs (Φραάτης) شکل یونانی Frahāt است که خود از ایرانی قدیم *Frahāta- به دست آمده.[1] ویرایش فارسی امروزی آن «فرهاد» است.[2]

## پیش زمینه
فرهاد سوم پسر سیناتروک (۷۵-۶۹ ق.م) بود، [3] که احتمالاً پسر فرمانروای اشکانی مهرداد اول (حکمرانی ۱۷۱ تا ۱۳۲ پیش از میلاد) بود.[4] نام شاخه خاندان اشکانی که توسط سیناتروک بر حکومت اشکانی برقرار شد توسط مورخ معاصر مارک یان اولبریشت به عنوان «سیناتروکیدها» که از ۷۸/۷۷ قبل از میلاد تا ۱۲ میلادی بر امپراتوری اشکانیان حکومت می کردند، نامگذاری شده است.[5] پس از مرگ مهرداد دوم (۱۲۴-۹۱ پیش از میلاد)، امپراتوری اشکانی دچار آشفتگی و افول شد. اقتدار پادشاه کاهش یافته بود، در حالی که امپراتوری سرزمین هایی را به همسایگان واگذار نموده بود.[6] پادشاه ارمنستان از خاندان آرتاشسی، تیگران کبیر (۹۵–۵۵ ق.م)، از ضعف اشکانیان استفاده کرد و «هفتاد دره» را که قبلاً به مهرداد دوم واگذار کرده بود، پس گرفت. او همچنین به فتح مستعمرات اشکانی ماد آتروپاتن، کردئونه، آدیابنه، اوسروئن و شمال بین النهرین ادامه داد.[7] تیگران به پادشاهی های دیگر نیز لشکرکشی کرده بود و سوریه، کیلیکیه و سرزمین شام را به پادشاهی وسیع خود اضافه کرده بود.[8]

## حکومت
هنگامی که فرهاد سوم در سال ۶۹ قبل از میلاد به سلطنت رسید، حکومتی را به ارث برد که دیگر نمی‌شد آن را قدرت برتر در خاور نزدیک به حساب آورد، زیرا ارمنستان تحت رهبری تیگران و پونتوس در زمان مهرداد ششم اوپاتور، (120-63 پیش از میلاد) برتری یافتند.[8] با این حال، این شرایط شروع به تغییر کرد. در همان سال، لوکولوس، فرمانده رومی، تیگران را از سوریه و کیلیکیه بیرون راند و او را مجبور به عقب نشینی به ارمنستان کرد، جایی که مهرداد ششم به او پناهنده شد.[9] لوکولوس سپس به سمت ارمنستان لشکر کشید، و در آنجا نیز موفق شد و تیگران و مهرداد ششم را مجبور به عقب نشینی به بخش شمالی کشور کرد. در این زمان تیگران و مهرداد از فرهاد سوم درخواست کردند تا در ازای سرزمین های از دست رفته اشکانی گوردین، آدیابنه و شمال بین النهرین به آنها کمک کند.[10]
این اولین بار نبود که این دو متحد تلاش می کردند اشکانیان را به اتحاد علیه رومیان متقاعد کنند. چند سال قبل از آن (۷۲ قبل از میلاد)، مهرداد ششم از پدر فرهاد سوم، سیناتروک، خواست تا به او بپیوندد. او نپذیرفت و ترجیح داد بی طرف بماند.[11] در همان زمان، فرهاد سوم با لوکولوس مکاتبه می‌کرد که ظاهراً با این تضمین که از خواسته‌های اشکانیان علیه تیگران حمایت کند، اتحاد بین دو قدرت را پیشنهاد کرد.[12] اگرچه لوکولوس در ابتدا در جنگ خود علیه این دو پادشاه موفق بود، اما نیروهای آنها تهدیدی برای رومیان باقی ماندند و همچنان قدرت دفع او را داشتند.[13] فرهاد سوم ظاهراً به هر دو طرف قول داد، اما در انتظار نتیجه جنگ منفعل ماند. پس از آن می‌توانست در فرصتی مناسب برای اشکانیان از آن بهره ببرد.[14]
در سال ۶۶ قبل از میلاد، فرهاد سوم با جانشین لوکولوس، پومپیوس وارد مذاکره شد، که احتمالاً به رومیان پیشنهاد کرد در ازای کمک نظامی، حاکمیت اشکانیان بر بین النهرین، آدیابنه و گوردین را تأیید کند.[13] در همان زمان، پسر و وارث همنام تیگران، تیگران کوچک، با پدرش درگیر شد و به دربار فرهاد سوم گریخت. او موافقت کرد که در ازای ازدواج با دخترش، به فرهاد سوم کمک کند تا تاج و تخت ارمنستان را به دست گیرد.[15] این ازدواج که در سال ۶۶/۶۵ قبل از میلاد صورت گرفت، به فرهاد سوم این فرصت را داد تا خود را درگیر امور ارمنستان کند، از جمله مانع از به خطر انداختن منافع پارت ها توسط پومپه شود.[16] فرهاد سوم، همراه با تیگران جوان، لشکرکشی به ارمنستان را رهبری کردند. در ابتدا موفقیت آمیز بود، تلاش های آنها با محاصره طولانی در آرتاشات متوقف شد، که باعث شد فرهاد سوم، تیگران کوچک را مسئول لشکرکشی ارمنیان کند و او را با چند سرباز اشکانی تقویت کند.[17] در نهایت، تیگران کوچک توسط پدرش شکست خورد، با این حال، او را به ترک فرهاد سوم و پیوستن به پومپه فراخواند.[18] تیگران بزرگ به زودی تسلیم پومپه شد و او تصمیم گرفت که به او اجازه دهد سلطنتش را حفظ کند.[19] در عوض، تیگران کوچک با این اطمینان که پس از مرگ پدرش به تخت سلطنت ارمنستان خواهد رسید، فرمانروای سوفن شد.[20]
با این حال، پس از یک سلطنت کوتاه، تیگران کوچک به زندان افتاد و به رم تبعید شد. دلیل این امر مورد مناقشه است. به گفته رحیم شایگان، به این دلیل بود که او متحد فرهاد سوم بود، که هنوز با او برای سرنگونی تیگران بزرگ توطئه می کرد، در حالی که میشل مارسیاک اظهار می دارد که این به دلیل اختلاف او با پمپه بر سر خزانه سوفن بوده است.[21] در بهار سال ۶۵ قبل از میلاد، فرهاد سوم به دستگیری دامادش اعتراض کرد، اما بی نتیجه بود.[22] تقریباً در همان زمان - در اواخر سال ۶۵ قبل از میلاد - فرهاد سوم آدیابن، گوردین و شمال بین النهرین را دوباره فتح کرد.[23] با این حال، حمله رومیان تحت فرماندهی ژنرال‌های آئولوس گابینیوس و لوسیوس آفرانیوس تا دجله منجر به از دست دادن گوردین توسط فرهاد سوم شد که توسط رومیان به تیگران بازگردانده شد.[24]
فرهاد برای دومین بار علیه رومیان اعتراض کرد - باز هم فایده ای نداشت. پس از خروج نیروهای رومی از بین النهرین در زمستان ۶۵/۴ قبل از میلاد، و پومپیوس جنگ خود را علیه مهرداد ششم از سر گرفت، فرهاد سوم از این موقعیت استفاده کرد و در آغاز سال ۶۴ قبل از میلاد به ارمنستان حمله کرد.[25] فرهاد سوم در نهایت با پومپه و تیگران به توافق رسید. بین النهرین و آدیابنه به عنوان قلمرو اشکانیان قلمداد شد، در حالی که کوردوئنه به ارمنستان پیوست.[26] علاوه بر این، یک معاهده صلح بین فرهاد سوم و تیگران منعقد شد.[27]

## سکه شناسی
فرهاد سوم پادشاه ماقبل آخر اشکانی بود که از افسانه "شاه، خدا" در ضرب سکه خود استفاده کرد (اولین اشکانی که از آن استفاده کرد مهرداد یکم بود)، که عنوانی غیرمعمول در میان پادشاهان اشکانی است. آخرین فرمانروای اشکانی که از این عنوان استفاده کرد، مهرداد چهارم بود.[28] عناوین دیگری که توسط فرهاد سوم استفاده شد القاب امپراتوران سلوکی شامل اپیفان، تئوپاتور و اوپراتور بودند. به گفته مورخ معاصر، ادوارد دابروا، ظاهراً اشکانیان از این القاب به عنوان روشی برای حمایت از ادعاهای خود در مورد تاج و تخت استفاده می کردند، «از طریق رابطه نزدیکشان با جد الهی، یا به دلیل موقعیت الهی خودشان». فرهاد سوم همچنین از القاب پادشاه پادشاهان و پادشاه بزرگ استفاده می کرد. مانند بقیه پادشاهان اشکانی، او از عنوان ارشک - نام اولین فرمانروای اشکانی ارشک یکم (ح. ۲۴۷ –  ۲۱۷ قبل از میلاد)- در ضرب سکه خود استفاده کرد. این امر در میان پادشاهان اشکانی به دلیل تحسین آنها از دستاوردهای او به افتخاری سلطنتی تبدیل شده بود.11
فرهاد سوم روی سکه های خود از دو نوع سرپوش استفاده کرد. یک تاج تزئین شده با خطی از گوزن‌ها،[33][b] و یک سربند منحصر به فرد با الهام از سربند هلنیستی.[35] پس از مرگ او، مدتی تاج روی سکه های اشکانی دیده نمی شود.[36] ضرب سکه فرهاد سوم بر پادشاهی پارت اشکانی پارس تأثیر گذاشت. پادشاه آن، پاکور اول، همان مدل موی مورد استفاده در سکه های فرهاد سوم را به کار گرفت.[37]
در پشت سکه های چهاردرهمی فرهاد سوم، ویرایش تغییر یافته ای از شکل سنتی کماندار نشسته به تصویر کشیده شده است. او به جای یک کت آستین دار، همان تونیک یقه باز را پوشیده که فرهاد سوم بر روی سکه هایش به تن دارد.[38] به گفته مورخ امروزی وستا سرخوش کورتیس، «کمان‌دار در پشت سکه اکنون به وضوح همان شخص پادشاه در جلو است.»[39] پرنده‌ای شبیه به عقاب خدای یونانی زئوس نیز بر روی دست فرد نشسته اضافه شده است.[39] در عصر اشکانیان، ایرانیان از شمایل نگاری هلنیستی برای به تصویر کشیدن چهره های الهی خود استفاده می کردند، [40][41] بنابراین عقاب را می توان با اوستایی، بهرام، شاهین سلطنتی مرتبط کرد.[42][43]

## مرگ و جانشینی
حدود در سال ۵۷ قبل از میلاد، فرهاد سوم توسط دو پسرش، ارد دوم و مهرداد چهارم به قتل رسید. اورد دوم در ابتدا از برادر بزرگترش مهرداد چهارم حمایت کرد، اما در نهایت تصمیم به شورش گرفت.[44] با حمایت طایفه سورن، ارد دوم برادرش را شکست داد و خود را به عنوان تنها فرمانروای امپراتوری اشکانی در سال ۵۵ قبل از میلاد معرفی کرد.[45]

## میراث
فرهاد سوم اولین پادشاه اشکانی بود که پس از مرگ مهرداد دوم در سال ۹۱ قبل از میلاد به شدت تلاش کرد قلمرو اشکانی را به موقعیت بین المللی سابق خود بازگرداند - تلاشی که بخش اعظم سلطنت او را به خود اختصاص داد.[46] او در تلاش های خود برای بازپس گیری سرزمین های از دست رفته، مانند شمال بین النهرین و آدیابنه تا حدی موفق بود.[26] او در جاه‌طلبی‌های خود نسبت به ارمنستان ناموفق بود که پس از مرگ تیگران و جانشینی پسرش آرتاوازد دوم در سال ۵۵ قبل از میلاد توسط پسرش ارد دوم ادامه یافت.[47]

## خانواده

### ازدواج ها
همسران فرهاد سوم از گزارش های مندرج بر روی الواح بابلی شناخته شده اند: پریوستانا و تله ئونیک

### فرزندان
مهرداد چهارم، پسر ارشد و پادشاه اشکانی از 57 تا 54 قبل از میلاد.[49]
ارد دوم، پادشاه اشکانی از 57 تا 37 قبل از میلاد.[49]
دختر بی نام، با پسر تیگران کبیر، تیگران کوچک ازدواج کرد.[1